# Lacinipolia rubicunda
Lacinipolia rubicunda là một loài bướm đêm trong họ Noctuidae.